# Whitwell and Selside
Whitwell and Selside – civil parish w Anglii, w Kumbrii, w dystrykcie (unitary authority) Westmorland and Furness. W 2011 civil parish liczyła 296 mieszkańców. W obszar civil parish wchodzą także Whitwell i Selside.